# Oberdeggenbach
Oberdeggenbach ist ein Gemeindeteil des Marktes Schierling im Landkreis Regensburg (Oberpfalz, Bayern). Das Kirchdorf Oberdeggenbach war bis 1978 Sitz der gleichnamigen Gemeinde.

## Geschichte
Die katholische Filialkirche St. Martin ist im Kern mittelalterlich und wurde im 17. Jahrhundert erneuert. Die Ruralgemeinde Oberdeggenbach mit den Gemeindeteilen Roflach und Schönhöfen entstand mit dem bayerischen Gemeindeedikt von 1818. Am 1. Mai 1978 wurde Oberdeggenbach nach Schierling eingemeindet.

## Sehenswürdigkeiten
In der Liste der Baudenkmäler ist nur die Filialkirche St. Martin aufgeführt.